# Hubbard College of Administration
L'Hubbard College of Administration Italia, è una scuola che, a seguito della frequenza di alcuni corsi, rilascia un titolo biennale di specializzazione in gestione e amministrazione, offrendo anche programmi d'istruzione continuativa, workshop, seminari e programmi aziendali.
Non risulta, dal sito ufficiale della scuola, alcuna forma di accreditamento o riconoscimento dei titoli rilasciati in Italia. Mentre è rilasciato titolo accademico (corrispondente alla laurea in Economia e Commercio) in altri paesi quali Stati Uniti, Ungheria nella CEE, Taiwan.

## Ammissione ai corsi, costi e frequenza
Agli studenti non è richiesto che abbiano un diploma per accedere ai corsi di laurea. La richiesta d'iscrizione deve essere accompagnata dal pagamento di una tassa di 50,00 euro. La scuola richiede altresì lettere di raccomandazione o di referenze redatte da parenti, datori di lavoro ecc. In ogni caso la scuola afferma di accettare studenti con difficoltà nell'apprendimento.
I costi per il percorso di laurea sono di 30.000,00 dollari per le tasse, 2.643,28 dollari per i libri e il materiale di cancelleria, per un costo totale di 32.643,28 dollari (prezzi riportati in dollari anche sul sito italiano). Il costo è relativo alla Università americana, in linea ce anzi inferiore alla media dei costi delle Università statunitensi che richiedono una media di 50.000 dollari, per permettere a uno studente un corso accademico biennale.
Il College opera su base continuativa nell'intero arco dell'anno, tutti i giorni, sera e weekend inclusi. Tutti i corsi forniti non seguono un preciso "anno accademico", ma gli studenti possono iscriversi e iniziare in qualsiasi momento.

## Organizzazione, attività e legami con Scientology
Obiettivo dichiarato dell'HCA è produrre risultati reali attraverso una precisa tecnologia amministrativa, sviluppata da L. Ron Hubbard, che quando conosciuta e applicata in modo standard produce i risultati desiderati in ogni organizzazione o gruppo
Non ha legami con Scientology se non per il fatto che sia gli Hubbard College of Administration che le strutture di Scientology utilizzano gli studi e le scoperte del filosofo umanitario americano L. Ron Hubbard.
L'Hubbard college italiano opera su licenza di quello americano. In Italia sono presenti sedi a Formigine (MO), Catania, Brescia, Montecchio Maggiore (VI), Zelo Buon Persico (LO). La sede di Catania ha stipulato una convenzione con Assindustria Ragusa e sembra operare anche per Confindustria Siracusa